# خوسيه بينيتو إراولا ريوس
خوسيه بينيتو إراولا ريوس (بالإسبانية: José Benito Ríos)‏ (4 مارس 1935 في تشيلي - 30 مايو 2008 بكورونل في تشيلي) هو لاعب كرة قدم تشيلي في مركز الهجوم. لعب مع نادي أوهيجينس وهواتشيباتو ولوتا شفاغر ‏ وديبورتيفو نوبلينس ‏ وسان لويس دي كويلوتا ويونيون لا كاليرا.

## وصلات خارجية
- خوسيه بينيتو إراولا ريوس على موقع ناشيونال فوتبول تيمز (الإنجليزية)